# Station Marienthal
Station Marienthal is een spoorwegstation in de Franse gemeente Haguenau. Het bevindt zich in het dorp Marienthal, in het zuiden van de gemeente.

## Treindienst
| Serie      | Treinsoort | Route                                                            | Bijzonderheden |
| ---------- | ---------- | ---------------------------------------------------------------- | -------------- |
| TER 830500 | TER (SNCF) | Strasbourg-Ville – Marienthal – Haguenau – Wissembourg           |                |
| TER 832900 | TER (SNCF) | Strasbourg-Ville – Marienthal – Haguenau – Niederbronn-les-Bains |                |